# イギリス労働者党
イギリス労働者党（イギリスろうどうしゃとう、英語: Workers Party of Britain、Workers Party of Great Britain）はイギリスの社会主義政党である。左派活動家ジョージ・ガロウェーにより2019年に設立された。現在庶民院にて一議席所持している。

## 党史

### 設立、初期活動
2019年、当時労働党党首ジェレミー・コービンの辞退とそれによる労働党の右向化を機に、「旧ソ、中国、キューバの功績を称える社会主義政党」として設立される。設立当時、スコットランド政界において、スコットランド独立への反対に重点を置き、同じくジョージ・ガロウェイが設立した政党All for Unityの一部として活動をしていた。2021年のスコットランド議会選挙では、与党スコットランド国民党への対抗を掲げ出馬するも、わずか０.9%の投票率に止まり、議席を獲得できなかった。イギリス全体では2021年と2022年の地方選挙に出馬するも、いずれも議席を獲得できなかった。
北イングランドの議席Batley and Spenにおける補欠選挙では、党首のガロウェイが出馬した。現地のイスラム教徒の支持を得るため、パレスチナ問題やカシミール問題に重点を置いて21.9％の投票率を獲得し、労働党・保守党候補に次ぐ三位の結果を出した。選挙時、労働者党支持者やガロウェイ自身による反LGBTQ言動、また労働党候補に対する威圧的な行為が全国的に注目された。

### 2024年–現在
2024年ロッチデールの補欠選挙で再び立候補したガロウェイが当選し、初議席を獲得した。労働党の地盤であったが、候補者が反ユダヤ的な言動を名目に党内処分を受けていたため、労働党の選挙活動はなかった。パレスチナ・イスラエル戦争に対し、強固な親パレスチナ的な立場をとり、地区の30％以上を占めるイスラム教徒の支持を集めたとされ、労働党のイスラエルに対する政策を積極的に非難した。ガロウェイの当選後の演説は、労働党党首キア・スターマーに対する批判が主な内容だった。
同年５月の地方選挙では33候補が出馬し、ロッチデールやマンチェスターなど主に北イングランドの地方議会で議席を獲得した。現在イギリス全国の地方議会では4議席を持つ。

## 政策、思想
社会主義、階級闘争を掲げる政党として設立された。経済面では富の分配、計画経済を基本進路とする。一部産業の国有化、取締役会における労働者の参加、NHSにおけるPPP制度の廃止などが主な経済政策として挙げられる。地球温暖化の根拠に対しては、「資本者階級による創作である可能性はある」とし、反地球温暖化論的な性向がある。保守政党リフォームUKと同じく、ネットゼロ政策に関する国民投票を支持する。英国憲法に関しては王政維持についての国民投票と、比例代表制への移行を支持する。ガロウェイ自身も、2023年のオックスフォードユニオンの討論で「王と国家のための戦争」に反対する演説をするなど、共和主義思考が強い。
外交政策では反帝国主義を掲げ、NATOなどの軍事同盟からの離脱を支持する。ウクライナ戦争に関しては、NATOの東方への拡大に非があるとし、ウクライナのウォロディミル・ゼレンスキー大統領を「資本階級のプロキシー」と非難する。パレスチナ問題に関しては反シオニズム・親パレスチナ的な姿勢で知られる。2024年ロッチデール補欠選挙では親パレスチナ姿勢を強調し、労働党党首スターマーのイスラエルに対する温和的な立場を非難した。
イギリス政界では極左に位置付けられているものの、労働党と保守党に比べ社会保守的性向が強い。トランスジェンダーの権利などアイデンティティ政治への反対を示し、伝統的な家庭観を支持する。党首であるガロウェイも、LGBTQ教育に反対を表明しており、NovaraMediaのインタビューでは、同性愛は「普通ではない」という意見を述べ、自身のことを「社会保守」だと述べた。